# 李真淑 (学者)
李真淑（：／ I Jin-suk，1960年6月17日—），是韩国忠南大学建筑工程教授，曾任该校第19任校长。她是第一位忠南大学和韩国国立旗舰大学女性校长。

## 教育
1960年出生于忠清南道大田市，后取得忠南大学建筑工程学士学位和建筑设计硕士学位。随后取得东京工业大学建筑环境设计博士学位。

## 职业
1989年起于忠南大学执教。她担任过该校多个领导职位，包括建筑工程系主任、工程学院院长。她还担任过国际交流部主任和忠南大学女性教务委员会主席。
除了大学教职外，李真淑还任职于多个韩国政府顾问职位。她曾参加总统直属国家教育科学技术咨询会议、国家建筑政策委员会，以及多个部门的委员会，如国土交通部中央城市计划委员会、农林水产食品部科学技术委员会和行政安全部新建筑设计咨询会议，还担任过行政都市建设推进委员会委员。
她还曾担任韩国环境照明学会和韩国色彩学会会长。
李真淑是第一位由忠南大学全体成员直选产生的校长，也是第二位曾就读于该校的校长。2019年11月28日举行的第19届忠南大学校长选举中，她在第一轮以22.55%的得票率位居第二，在第二轮以52.34%的得票率位居第一，当选为第19任忠南大学校长。她的提名随后获得教育部和总统文在寅的批准。

### 教育部长
2025年6月29日，获总统李在明提名为教育部部长。
2025年7月14日，韩国国会开始进行李真淑的人事听证会。7月20日，因论文抄袭、子女留学等争议，李在明撤回了李真淑的提名。